# 리루이환
리루이환(李瑞環/이서환,1934년 9월 ~ )은 중화인민공화국의 前 전국정치협상회의 주석이다. 1934년 9월 톈진시에서 태어났다. 1959년 9월에 중국 공산당에 입당하였다. 톈진시의 주요 관직을 역임하다가 1993년 3월, 중국인민정치협상회의 주석으로 취임하였다. 제8기, 9기 주석이다.